# Hjørrings järnvägsstation
Hjørrings järnvägsstation är en dansk järnvägsstation i centrum av Hjørring i Vendsyssel på Nordjylland. Stationen ligger på Vendsysselbanen mellan Ålborg och Frederikshavn och är dessutom ändstation på Hirtshalsbanen. Den trafikeras av Nordjyske Jernbaner.

## Historik
Stationen invigdes 1871 som mellanstation på Vendsysselbanen. Vendsysselbanen invigdes i augusti 1871 och gick under sin första tid från Nørresundby till Frederikshavn. Senare tillkom en förbindelse med Ålborgs Banegård via Jernbanebroen over Limfjorden, som öppnades för trafik i januari 1879. 
År 1942 blev stationen ändstation för Hjørring-Løkken-Aabybrobanen, Hjørring-Hørbybanen och Hirtshalsbanen, då tågen från de tre privatbanorna under Hjørring Privatbaner flyttades från Hjørring Vestbanegård till statsjärnvägsstationen. Hjørring-Hørbybanen lades ned 1953 och Hjørring-Løkken-Aabybrobanen 1963, varför det av dessa tre idag endast är Hirtshalsbanen, som fortsättningsvis utgår från Hjørrings järnvägsstation.